# Джейме Ланнистер
Дже́йме Ла́ннистер (англ. Jaime Lannister) — персонаж серии фэнтези-романов «Песнь Льда и Огня» американского писателя Джорджа Мартина. Рыцарь из дома Ланнистеров, убийца короля Эйериса II, брат-близнец и любовник королевы Серсеи, биологический отец королей Джоффри и Томмена. Является одним из центральных персонажей (ПОВ) серии, от лица которого ведётся часть глав романов. Появляется в книгах «Игра престолов» (1996), «Битва королей» (1998), а в книгах «Буря мечей» (2000), «Пир стервятников» (2005), «Танец с драконами» (2011) и «Ветра зимы».
В телесериале «Игра престолов» роль Джейме Ланнистера играет датский актёр Николай Костер-Вальдау. В рейтинге популярности персонажей от газеты The Independent образ Джейме Ланнистера занимает третью строчку.

## Роль в сюжете

### Игра Престолов
Вместе с сестрой, королем и его свитой отправился в Винтерфелл.
Во время королевской охоты в Волчьем лесу остался в замке, где уединился в одной из башен с сестрой. Их заметил лазающий по стенам Бран Старк. Джейме выбросил мальчика из окна, чтобы тот не смог рассказать об их с Серсеей любовной связи.
Когда Кейтилин Старк захватила в Речных Землях его брата Тириона, Джейме собрал гвардейцев Ланнистеров и напал на лорда Эддарда на улицах Королевской Гавани.
С началом Войны Пяти Королей принимает непосредственное участие в боевых действиях, возглавив одну из армий, выставленных Ланнистерами в этой войне. Джейме Ланнистер увенчал себя славой, разгромив лордов Венса и Пайпера у Золотого Зуба и встретился с основными силами Талли у стен Риверрана. Лорды Трезубца были вынуждены отступить. Сир Эдмар Талли взят в плен со многими своими рыцарями и знаменосцами. Армия Ланнистеров под командованием Джейме осадила Риверран.
Позже потерпел поражение в Битве в Шепчущем лесу от Робба Старка.
Джейме был назначен лордом-командующим Королевской гвардии вместо Барристана Селми.

### Битва Королей
Тирион Ланнистер попытался освободить брата, послав в Риверран гвардейцев Ланнистеров с костями Эддарда Старка. В состав гвардии он включил своих людей, которым отдал приказ освободить Джейме. Однако план потерпел неудачу: Джейме схватили снова. Командовавший гвардейцами Виларр уверял, что ему ничего не было известно о побеге. Сира Джейме за попытку сбежать поместили в темницу.
Пребывал в заключении в Риверране, пока леди Кейтилин Старк не освободила его под честное слово вернуть ей взамен её дочерей, удерживаемых (как она полагала) в Королевской Гавани королевой Серсеей.

### Буря Мечей
Сопровождала Джейме в Королевскую Гавань Бриенна Тарт, которая потом должна была доставить Сансу и Арью к матери. Однако в пути Джейме и Бриенна были пленены людьми Варго Хоута, а один из них, Жирный Золло, отрубил Джейме правую руку до кисти, превратив его в калеку. Затем Джейме был доставлен в Харренхолл. Там Русе Болтон, который после Битвы на Черноводной перестал верить в победу Короля Севера, отпустил Джейме и приказал Уолтону Железные Икры доставить его в Королевскую Гавань к лорду Тайвину. Бриенна Тарт при этом осталась у Варго Хоута, но Джейме решил спасти ее от смерти и вернулся за Бриенной в Харренхолл. Через какое-то время Джейме удалось вернуться к отцу и сестре в Королевскую Гавань.
По его возвращении Тайвин Ланнистер предложил ему оставить пост лорда-командующего Королевской Гвардии, но Джейме категорически отказался. Этот протест обошелся ему дорого: Тайвин в гневе заявил, что Джейме ему больше не сын. Не заладились у Джейме и отношения с сестрой: Серсея сильно изменилась, получив власть. Исполняя обязанности лорда-командующего, старший из сыновей Тайвина Ланнистера, учился преодолевать свою увечность, усиленно тренируясь.
Джейме регулярно приходил на заседания суда над своим братом Тирионом. В итоге, когда Тирион проиграл суд поединком, Джейме решил освободить брата. Ночью он, пригрозив Варису кинжалом, заставил мастера над шептунами освободить Тириона из темницы. В подземельях Джейме рассказал Тириону, что Тиша на самом деле не была подставной шлюхой, а всю историю про нанятую шлюху придумал лорд Тайвин и заставил Джейме ее рассказать. Это вызвало конфликт между братьями и Тирион соврал, что это он убил Джоффри.

### Пир Стервятников
Джейме уехал из Королевской Гавани, где стал чувствовать себя чуждым и чужим, на осаду Риверрана. Прибыв к стенам Риверрана, он обнаружил, что осада продолжается безуспешно. Вызвав на переговоры Бриндена Талли и проведя их, передал приказ Эдмура Талли о сдаче замка. Войдя в открытый Черной Рыбой Риверран, завершил долгую осаду, но так и не обнаружил Бриндена, который, по всей видимости, под покровом ночи ускользнул из замка, проплыв под приподнятой решеткой Водных Ворот крепости. Принял у себя Сибеллу Вестерлинг и подтвердил обещание своего отца о выгодных браках для её дочерей, Джейн и Элейны.

### Танец с драконами
Прибывает в Древорон, чтобы договориться с Титосом Блэквудом о сдаче. После успешных переговоров решает вернуться в замок Риверран другой дорогой. Во время ночевки отряда в деревне Грошовое Дерево разведчики взяли в плен женщину. Этой женщиной оказалась Бриенна Тарт. Она говорит, что нашла дочку Неда Старка и та находится в дне езды от лагеря, но Джейме должен поехать один.

### Ветра зимы
Джейме Ланнистер уехал с Бриенной Тарт и пропал без вести, видимо, попав в руки Братства без Знамён и восставшей из мёртвых Кейтилин Старк, твердо намеренной отомстить ему.
В декабре 2016 года Джордж Мартин сообщил о том, что планирует сделать Джейме Ланнистера ПОВом по крайней мере одной главы данной книги, поскольку он остался в живых на момент окончания книги «Танец с драконами». В июне 2022 года, Джордж Мартин сообщил о завершении глав Серсеи Ланнистер и о начале работы над главами Бриенны Тарт и Джейме Ланнистера.

## Черновой образ
В самом начале работы над циклом Джордж Мартин планировал после смерти Джоффри посадить на Железный трон именно Джейме; предполагалось, что он «убьет всех стоящих перед ним претендентов и обвинит в убийствах Тириона».

## В экранизации
В телесериале «Игра престолов» роль Джейме Ланнистера играет датский актёр Николай Костер-Вальдау.
Сюжетная линия Джейме в пятом сезоне полностью отходит от книг и в основных моментах повторяет сюжетные линии Ариса Окхарта и Бейлона Сванна.
«Deadline» подтвердил, что 21 июня 2016 года Николай Костер-Вальдау, а также Питер Динклэйдж, Лена Хиди, Эмилия Кларк и Кит Харингтон, вели переговоры о последних двух сезонах. Также сообщалось, что актёрам повысили зарплату до $500 000 за эпизод для седьмого и восьмого сезонов. 18 ноября 2016 года их зарплата была повышена до $1 100 000 за эпизод для седьмого и восьмого сезонов. 25 апреля 2017 года их зарплата была повышена до £2 000 000, то есть до $2 600 000 за эпизод для седьмого и восьмого сезонов.
В первом сезоне при нападении на Эддарда Старка на улицах Королевской Гавани Джейме лично убивает Джори Касселя и дерется на мечах с самим Эддардом. Во втором сезоне сюжетная линия Джейме Ланнистера близка к книжной. В третьем сезоне Джейме прибывает в Королевскую Гавань значительно раньше: до Красной Свадьбы.
В четвертом сезоне Джейме Ланнистер оказывается участником многих событий, и даже пытается договориться с отцом о максимально милосердном приговоре для Тириона. Так, он соглашается сложить с себя обеты Королевской гвардии и стать наследником Утеса Кастерли, если Тириону позволят надеть черное. Однако на суде Тирион требует испытание поединком и проигрывает. Джейме помогает брату бежать, но в отличие от книги, они не ссорятся и Тирион остается в неведении по поводу его жены, Тиши. Если в книгах Джейме выбирает Илина Пейна в качестве тренера боя на мечах из-за его немоты, то в сериале эту роль играет Бронн — по совету Тириона.
В начале сезона Серсея прямо спрашивает Джейме, не он ли отпустил Тириона; Джейме лжет, но Серсея ему не верит. Позже Серсея получает из Дорна украшение Мирцеллы в гадючьей пасти. Джейме вызывается ехать в Дорн спасать дочь. В компаньоны он берет Бронна. Несмотря на щедрую награду за молчание, капитан корабля, на котором Джейме и Бронн прибывают в Дорн, пробует продать их Песчаным змейкам. В результате Эллария и дочери Оберина узнают о его прибытии и спешат захватить Мирцеллу, чтобы спровоцировать войну Дорна с Железным троном. Джейме и Бронну удается проникнуть в Водные Сады и найти Мирцеллу, гуляющую вместе с Тристаном, в тот самый момент, когда за принцессой приходят Песчаные змейки. Завязавшийся бой останавливает Арео Хотах. Змеек и Бронна бросают в темницу, а Джейме ведет с Дораном переговоры. Им удается заключить мир на следующих условиях: помолвка Тристана и Мирцеллы остается в силе; Мирцелла возвращается в Королевскую Гавань, Тристан становится членом Малого совета вместо погибшего дяди. Доран требует от Элларии и змеек примириться с Ланнистерами, но они неискренни в этом. Уже на корабле Джейме раскрывает Мирцелле секрет её происхождения, страшась её осуждения. Мирцелла отвечает, что и сама догадывалась об этом; в этот момент яд, которым Эллария отравила принцессу при прощании, действует и она погибает на руках отца.
В самом начале 6 сезона Джейме возвращается в Королевскую Гавань с телом умершей Мирцеллы Баратеон и утешает Серсею. На похоронах Мирцеллы посоветовал Томмену помириться с матерью, а также вступил в конфликт с Его Воробейшеством. Явился на заседание Малого Совета, на котором рассказал про приход к власти в Дорне Элларии Сэнд, а до этого пришёл в удивление от видоизменённого Григора Клигана. На заседании Малого Совета вместе с Серсеей убедил Кивана Ланнистера и Оленну Тирелл выступить с армией против Его Воробейшества. В 6 серии 6 сезона Бран Старк увидел убийство короля Эйериса II Таргариена молодым Джейме Ланнистером. Был шокирован переходом Томмена Баратеона на сторону Его Воробейшества и лишен поста командующего Королевской Гвардией. По просьбе Серсеи и по приказу Томмена решил отправиться в Речные Земли вместе с Бронном, чтобы помочь Фреям овладеть Риверраном. Привел армию Ланнистеров под стены Риверрана. Взял командование осадой Риверрана на себя, вызвав этим недовольство Фреев и одновременно поставив на место Чёрного Уолдера Фрея, и провел неудачные переговоры с Бринденом Талли. Встретился с Бриенной в лагере Ланнистеров. После прибытия Бриенны Тарт в Риверран и её неудачных переговоров с Бринденом Талли заставил Эдмура Талли сдать Риверран. Захватил родовой замок Талли, стал свидетелем отплытия Бриенны и Подрика по реке Трезубец. Упрекнул лорда Уолдера Фрея на торжественном пиру в Близнецах, стал по своем возвращении в Королевскую Гавань свидетелем коронации Серсеи Ланнистер.
В 7 сезоне захватил Хайгарден, предложил леди Оленне принять яд, который она приняла, перед смертью раскрыв, что устроила отравление Джоффри. На обратном пути армия Джейме была атакована армией дотракийцев, сам он едва не погиб от огня Дрогона, но был спасён Бронном. После переговоров в Драконьем Логове, поняв, что Серсея заключила перемирие лишь для вида, оставил её и отправился на Север.
В начале сезона Джейме прибывает в Винтерфелл, где его встречает Бран Старк. Погибает вместе с Серсеей в 5 серии финального сезона при сожжении драконом Дейенерис пещеры, в которой они находились. В финальной серии сериала тела Джейме и Серсеи обнаруживает Тирион Ланнистер.